# Волфганг Улман
Волфганг Улман (на немски: Wolfgang Uhlmann) е германски шахматист. Става носител на звание международен майстор през 1956, а три години по-късно и на гросмайсторско. Първи стъпки в шахмата прави на единадесетгодишна възраст. Печели редица международни турнири. Откроява се с дълбоки познания и изследвания на дебюта „Френска защита“, нареждайки се до играчи като Михаил Ботвиник, Виктор Корчной, Арон Нимцович и Тигран Петросян. Улман е също шахматен литератор.

## Турнирни победи
- 1955 – Ерфурт
- 1959 – Виена
- 1964 – Сараево, Хавана (заедно с Василий Смислов)
- 1965 – Загреб (заедно с Борислав Ивков), Циновиц
- 1966 – Сомбатхей (заедно с Давид Бронщайн)
- 1967 – Циновиц
- 1968 – Берлин
- 1974 – Лайпциг
- 1977 – Върбас
- 1983 – Хале
- 1984 – Потсдам
- 1985 – Потсдам
- 1988 – Кинбаум

## Участия на шахматни олимпиади
Улман има общо единадесет участия на олимпиади, всичките с отбора на ГДР. Изиграва общо 175 партии, спечелвайки 110,5 точки. Завоюва два индивидуални медала: златен (1964) и бронзов (1966). Най-добре се представя точно през 1966 г. Тогава той спечелва 15 т. от 18 възможни с резултат (13+ 1– 4=).
| Година | Организатор | Отбор | Класиране (отборно) | Дъска |
| 1956   | Москва      | ГДР   | 20                  | Първа |
| 1958   | Мюнхен      | ГДР   | 6                   | Първа |
| 1960   | Лайпциг     | ГДР   | 9                   | Първа |
| 1962   | Варна       | ГДР   | 8                   | Първа |
| 1964   | Тел Авив    | ГДР   | 15                  | Първа |
| 1966   | Хавана      | ГДР   | 9                   | Първа |
| 1968   | Лугано      | ГДР   | 10                  | Първа |
| 1970   | Зиген       | ГДР   | 9                   | Първа |
| 1972   | Скопие      | ГДР   | 10                  | Първа |
| 1988   | Солун       | ГДР   | 17                  | Първа |
| 1990   | Нови Сад    | ГДР   | 25                  | Трета |